# 鄉村波蒂瓜爾中區
鄉村波蒂瓜爾（葡萄牙語：Agreste Potiguar）是巴西東北部北里約格朗德州的一個中區。

## 小區
鄉村波蒂瓜爾共下轄3個小區：
- 鄉村波蒂瓜爾
- 佛得下城
- 博爾博雷馬波蒂瓜爾